# Anders Tegnell
Anders Tegnell (* 17. dubna 1956 Uppsala) je švédský lékař a od roku 2013 je státním epidemiologem švédského Úřadu pro veřejné zdraví (Folkhälsomyndigheten). V této pozici hraje klíčovou roli v reakci na pandemii covidu-19 v roce 2020 ve Švédsku.

## Životopis
Tegnell vystudoval v roce 1985 Lundskou univerzitu, kde se specializoval na infekční lékařství. Později pracoval pro WHO v Laosu, aby vytvořil očkovací programy. V roce 2003 získal doktorát medicíny na Linköpingské univerzitě a titul MSc. v oboru epidemiologie obdržel na London School of Hygiene and Tropical Medicine v roce 2004.
V roce 2005 byl Anders Tegnell zvolen členem švédské Královské akademie válečných věd. Jeho úvodní přednáška byla o dopadu pandemie na společnost.
Od roku 2005 pracoval ve švédském Ústavu infekčních chorob (Smittskyddsinstitutet). V letech 2010–2012 byl vedoucím odboru pro znalostní politiku v Národní radě pro zdraví a sociální péči a v letech 2012–2013 byl vedoucím Ústavu infekčních chorob.
Od roku 2013 je švédským státním epidemiologem, nejprve v Ústavu infekčních chorob, který se v roce 2014 stal součástí Úřadu pro veřejné zdraví. Tento úřad vydává vlastní doporučení, je nezávislý.